# Mariola Zenik
Mariola Zenik (née Barbachowska le 3 juillet 1982 à Węgrów) est une ancienne joueuse de volley-ball polonaise. Elle mesure 1,75 m et jouait au poste de libero. Elle a totalisé 237 sélections en équipe de Pologne.

## Clubs
| Club                | De        | À         |
| ------------------- | --------- | --------- |
| Skra Varsovie       | 2001-2002 | 2002-2003 |
| KPSK Stal Mielec    | 2003-2004 | 2003-2004 |
| Volley Modena       | 2004-2005 | 2004-2005 |
| PTPS Piła           | 2005-2006 | 2005-2006 |
| Zaretchie Odintsovo | 2006-2007 | 2006-2007 |
| Muszynianka Muszyna | 2007-2008 | 2011-2012 |
| Atom Trefl Sopot    | 2012-2013 | 2013-2014 |
| KPS Chemik Police   | 2014-2015 | 2017-2018 |

## Palmarès

### Équipe nationale
- Championnat d'Europe des moins de 18 ans
  - Vainqueur : 1999.
- Championne d'Europe
  - Vainqueur : 2005.

### Clubs
- Coupe de la CEV
  - Finaliste : 2007.
- Championnat de Pologne
  - Vainqueur : 2008, 2009, 2011, 2013, 2015, 2016, 2017.
  - Finaliste : 2002, 2006, 2010, 2012.
- Coupe de Pologne
  - Vainqueur : 2011, 2016, 2017.
  - Finaliste : 2015.
- Coupe de Russie
  - Vainqueur : 2007.
- Supercoupe de Pologne
  - Vainqueur : 2009, 2011, 2014, 2015.
  - Finaliste : 2012, 2013.

### Distinctions individuelles
- Championnat d'Europe féminin de volley-ball des moins de 18 ans 1999: MVP.